# Eupithecia perturbatrix
Eupithecia perturbatrix är en fjärilsart som beskrevs av Karl Dietze 1906. Eupithecia perturbatrix ingår i släktet Eupithecia och familjen mätare. Inga underarter finns listade i Catalogue of Life.